# Дан мрмота (филм)
Дан мрмота (енгл. Groundhog Day) је америчка љубавна комедија са елементима фантастике из 1993. године, у режији Харолда Рејмиса. Сценаристи филма су Рејмис и Дени Рубин. Главне улоге тумаче Бил Мари и Енди Макдауел.

## Радња
Радња филма прати арогантног и егоцентричног метеоролога Фила Конорса, који заједно са својом ТВ екипом одлази у градић Панксатони одакле треба да извештава о празнику под називом Дан мрмота. У данима који следе Фил схвата да се датум и даље није променио и приморан је да изнова проживљава исти дан у круг, што га временом наводи на то да преиспита свој живот и приоритете.

## Улоге
| Глумац            | Улога        |
| ----------------- | ------------ |
| Бил Мари          | Фил Конорс   |
| Енди Макдауел     | Рита Хенсон  |
| Крис Елиот        | Лари         |
| Стивен Тоболовски | Нед Рајерсон |
| Брајан Дојл-Мари  | Бастер Грин  |
| Рик Дакоман       | Гас          |
| Рик Овертон       | Ралф         |
| Мајкл Шенон       | Фред Клајсер |

## Пријем
Дан мрмота је наишао на позитиван пријем код критичара и освојио је награду БАФТА за најбољи оригинални сценарио. Временом је стекао култни статус и често га наводе као једну од најбољих комедија свих времена. Године 2006. филм је 
уведен у амерички Национални филмски регистар.